# Блондинките
„Блондинките“ (на френски: Les Blondes) е хумористична карикатурна поредица, показваща стереотипи за „руси жени“, често свързани с предполагаемата глупост на блондинките.

## Създатели
- Сценарий: Жерар Геро
- Рисунки: Кристиан Пати (Dzack)
- Колорист: Йоан Гило

## Герои
- Ванеса: Героинята на лентата. По-скоро мрачна, но добронамерена, тя е стереотипната блондинка.
- Офели: Приятелка на Ванеса, също блондинка и също толкова мрачна.
- Амандин: Приятелка на Ванеса, руса, но не толкова глупава, колкото Ванеса. Тя много спортува.
- Ким: Приятелка на Ванеса.
- Хлое: Приятелка на Ванеса. Червенокоса.
- Ан: Приятелката на Ванеса. Брюнетка, носи очила.
- JPFK: Продуцент на телевизионни игрови предавания, в които Ванеса и други блондинки участват.
- Ле директор (и режисьор): шеф на Ванеса. Винаги мърморейки, той редовно изпраща Ванеса в „Човешки ресурси“, когато е глупава.
- Жул: Гадже на Ванеса.

## Колекции
1. Том 1 (2005 г.)
2. Том 2 (2005 г.)
3. Том 3 (2005 г.)
4. Плюс блондинки que jamais (2006)
5. Qui dit mieux ? (2007)
6. Mises à nu (2007)
7. Джеймс Блондинс 007 (2007)
8. Le Grand Huit (2008)
9. Il est pas joli, mon neuf? (2009)
10. Ça se fête (2009)
11. Плюс блондинки que blondes (2009)
12. Coucou Qui C'est ? (2010)
13. Ca porte bonheur ! (2011)
14. Dans mes bras! (2011)
15. C'est cadeau (2011)
16. Blonde Attitude (2012)
17. Vous voulez ma снимка? (2012)
18. Vu à la télé (2013)
19. Planea plane plane moi! (2013)
20. Том 20 (2014 г.)
21. Olé (2014)
22. На est tounds блондинки! (2015)
23. C'est tous les jours Noël (2015)

## Допълнителни
1. Les Blondes en Ch'tis (2008)
2. Les Blondes en Breton (2009)
3. Les Mini-Blondes (2010)
4. Морсо Choisis (2010)
5. 3D, плюс mieux qu'Avatar ! (2010)
6. Най-доброто от 3D! (2011)
7. Les Recettes (2011)
8. Les Blondes 3D – том 3 (2012)
9. Блондинска академия (2012)
10. La compil 'des vacances! (2013)
11. Les Animals (2014)
12. Les blondes en trois dés! (2015)

### Издател
- Soleil Productions: томове 1 – 11 (първи издания)

|  | Тази страница частично или изцяло представлява превод на страницата Les Blondes в Уикипедия на английски. Оригиналният текст, както и този превод, са защитени от Лиценза „Криейтив Комънс – Признание – Споделяне на споделеното“, а за съдържание, създадено преди юни 2009 година – от Лиценза за свободна документация на ГНУ. Прегледайте историята на редакциите на оригиналната страница, както и на преводната страница, за да видите списъка на съавторите. ВАЖНО: Този шаблон се отнася единствено до авторските права върху съдържанието на статията. Добавянето му не отменя изискването да се посочват конкретни източници на твърденията, които да бъдат благонадеждни. |